# Aceros Zapla
Aceros Zapla (ex «Altos Hornos Zapla») es un complejo minero-forestal siderúrgico que se encuentra en el departamento Palpalá, provincia de Jujuy, Argentina. Fue el primer centro siderúrgico de Argentina, donde se realizó la primera colada de arrabio el 11 de octubre de 1945. La planta se encuentra a 13 km de San Salvador de Jujuy.
Contaba con 15 000 ha de un bosque de 30 millones de árboles de eucaliptos para extraer el carbón necesario en el proceso, para lo cual estaba el pueblo Centro Forestal. El complejo integraba dos minas de mineral de hierro: Mina 9 de Octubre y «Puesto Viejo», a no más de 27 km del alto horno.
En la actualidad la fabricación de acero es a partir de chatarra exclusivamente.

## Historia

### Hallazgo
El descubrimiento de la zona minera de Zapla ocurrió de la manera fortuita una mañana de 1939, por los italianos Salvador Capra y Antonio Senes, partieron de la ciudad de Jujuy donde residían, a cazar sobre los bosques de Zapla. Canderle, conocedor de los minerales, se interesó por el color rojizo del suelo que recorrían, por eso tomó unas muestras y las envió a Buenos Aires. El informe resultante destacó la importancia del descubrimiento,  sosteniendo que el mismo contenía el mineral hematita. El mineral fue llamado "zaplita" tratándose de un sesquióxido de hierro, a cuya fórmula suele adjudicarse el nombre de "hematita" por su color rojo, que recuerda al de la sangre ("hematos" = sangre, en griego helenístico). Además se dice de la zaplita es una "hematita turingítica" por su parecido con una hematita que se encuentra en Turingia, Alemania. Este mineral argentino contenía un porcentaje de hierro del orden del 40%, siendo esa su principal debilidad en el balance económico de su explotación y elaboración, ya que los yacimientos ferríferos a mediados del siglo veinte eran económicamente explotables con porcentajes de hierro (o "ley" de hierro, en minería) superiores al mencionado. No obstante, el esfuerzo industrial realizado era altamente positivo si se tiene en cuenta que la totalidad de las materias primas utilizadas eran nacionales e incluso regionales, siendo además escuela de la siderurgia argentina. En coincidencia con el general Manuel Savio, heredero y continuador de las tesis esgrimidas y materializadas por el general Enrique Mosconi, quienes pretendían transformar una economía nacional agrícola y exportadora en otra que tuviera a las industrias de base como motor del crecimiento. Savio, fuerte impulsor de la industria de base, en 1938 redacta un boceto de una ley para crear la Dirección General de Fabricaciones Militares (DGFM), en dicha ley se promulga realizar exploraciones y explotaciones tendientes a la obtención de cobre, hierro, plomo, estaño, manganeso, wolframio, aluminio y berilio.

### Actualidad
En octubre de 1999, Sergio Taselli, empresario ítalo-argentino la compró, asumiendo la deuda de US$ 70 millones contraída con el Citibank. Hoy Aceros Zapla S.A. produce 5.000 t de aceros especiales por mes, y duplicará su producción, tras la instalación de un nuevo horno. Cuenta con una facturación anual que ronda los US$ 60 millones y una patrimonio cercano a US$ 40 millones. La producción de los aceros de los hornos de la fábrica Zapla provee a las industrias petrolera, gasífera y automotriz, entre otras con materiales ferrosos y elementos como tuberías y válvulas para sus labores.

## Cronología
- Febrero de 1942 - Se declara zona de reserva al Yacimiento, mediante decretos del P.E.N. y del Gobierno de Jujuy

- 23 de enero de 1943 - Mediante el decreto n.º 141.462 se crea el Establecimiento "Altos Hornos Zapla", con la planta piloto, merced a la visión del propulsor de la Siderurgia, General Savio. La empresa pasa a depender de la Dirección Gral. de Fabricaciones Militares

- 1943 y 1944 - Se construye el primer Alto Horno, instalándose el cable carril, que se reemplazó luego por una línea férrea para el transporte del mineral desde Mina 9 de octubre al Centro Siderúrgico.

- 11 de octubre de 1945 - Marca el hito trascendental del nacimiento de la siderurgia Argentina, pues en esta fecha se produce la primera colada de arrabio argentino, la actividad explotadora impulsa la industria siderúrgica y esta a su vez atrae mano de obra especializada de otras provincias y una corriente migratoria de países limítrofes, especialmente de Bolivia, que se traduce en un importante incremento en la población provincial.

- 20 de febrero de 1951 - Se procedió a dar funcionamiento al segundo alto horno, el que fue construido íntegramente con dirección técnica, ejecución y materiales nacionales, según destacan los periódicos de la época. A fines de 1962 se completa el ciclo siderúrgico con la construcción de cuatro Altos Hornos (con una capacidad diaria de 150 t de producción por cada uno); dos hornos eléctricos (de 10 toneladas de colada cada año); una Planta de laminación (con producción de 120.000 t anuales de hierro).

- 1957 a 1962 - La siderurgia es integrada y convertida en una empresa integral. Durante este lapso se integra la planta con las ampliaciones realizadas, acontecimiento que posibilita el proceso siderúrgico en forma "integral", desde la extracción del mineral hasta el semiterminado y terminados (barras, redondos y perfiles). Se destaca que tanto el mineral, carbón y fundentes, como las instalaciones y el personal, son argentinos. De esto se desprende que A.H.Z produce el único acero 100% argentino.

- 1989 - Carlos Menem solicita al Congreso y logra la aprobación legislativa de un ambicioso programa de privatizaciones, dentro del cual se incluye la privatización de la siderúrgica Altos Hornos Zapla.

- 1991 a 1999 - se redujo el personal de 8.000 obreros a 2.560, esto formaba parte del programa de Estado iniciado en los años 1980, de la privatización de las Empresas Públicas. Todas estas personas fueron pasadas a retiro voluntario y sus indemnizaciones fueron pagadas con aportes financieros del Estado Nacional.

- 31 de enero de 1992 - Tras serias denuncias de corrupción e ilegitimidad de ofertas, se conoció al único oferente; un consorcio formado por capitales argentinos, franceses y estadounidenses cuyo nombre es Aceros Zapla, en ese momento el total de empleados apenas llegaba a 800 obreros. Cerraría así la historia siderúrgica de la Ciudad de Palpalá, motor económico y social que forjó el crecimiento del país.

### Características
Oxigenación

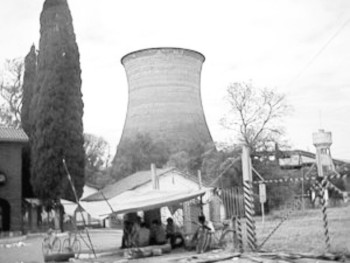
Altos Hornos Zapla.

Para la fábrica eléctrica y los soplantes, se necesitan ventiladores gigantes que hacen las veces de pulmón del alto horno, requiriéndose un motor de 500 HP y en el país se fabricaban apenas de 80 HP. Savio reunió a los industriales argentinos y por último, el ingeniero Torcuato Di Tella se comprometió a construir seis motores de 85 HP para seis soplantes en paralelo, de manera que la presión de uno no ahogara al otro. Se debía quemar el gas del alto horno en una caldera y pasarlo a la turbina, para luego crear la suficiente fuerza en la corriente del aire suministrado al alto horno.
Dique La Ciénaga
En la planta siderúrgica se encuentra una zona forestal para proporcionar el carbón de leña, muy cerca de allí se halla el Dique La Ciénaga, importante obra hidráulica que embalsa 28 millones de m³ de agua para riego. A la planta se llega por la RN 9 y luego por el desvío por RP 62 o RP 51. El Camping Municipal se ubica al pie de la muralla del dique la Ciénaga.

## Sismicidad y la planta

### Sismicidad
La sismicidad del área de Jujuy es frecuente y de intensidad baja, y un silencio sísmico de terremotos medios a graves cada 40 años. Hay hitos que tener en cuenta, tales como el Sismo de 1863, aunque dicha actividad geológica catastrófica ocurre desde épocas prehistóricas, el terremoto del 4 de enero de 1863 (162 años), señaló un hito importante dentro de la historia de eventos sísmicos jujeños, con una magnitud de 6,4 en la escala de Richter, pero nada cambió, sólo se consigue el extremado de los cuidados y/o se restringen decenas de tipos de obras con leyes y códigos de construcción adaptados a tal entorno. Luego, con el sismo de 1948, ocurrido el 25 de agosto de 1948 (76 años) con una magnitud de 7,0 en la escala de Richter, se perdieron varias edificaciones y se abrieron numerosas grietas en vastas zonas, luego, y el más actual, el sismo de 2009, que tuvo lugar el 6 de noviembre de 2009 (15 años) con una magnitud de 5,6 en la escala de Richter, sin graves daños, pero si bastante afectación, por lo que la Defensa Civil adelanta constantemente simulacros de evacuación y de atención, así como constantemente se reentrenan sus miembros para estas prestos ante cualquier calamidad en la región.